# Crespi d'Adda
 (mars 2019).
Le contenu est difficilement compréhensible vu les erreurs de traduction, qui sont peut-être dues à l'utilisation d'un logiciel de traduction automatique.
Pour les articles homonymes, voir Crespi et Adda (homonymie).
Crespi d'Adda est une cité ouvrière du XIXe siècle de la commune de Capriate San Gervasio, dans la province de Bergame et la région Lombardie en Italie. Depuis 1995, il est inscrit sur la liste du patrimoine mondial de l'humanité établie par l'Unesco.

## Histoire
Le village a été construit pendant le dernier quart du XIXe siècle par la famille Crespi, qui choisit cette zone, proche de la rivière Adda, pour y construire une usine de tissage, durant la première période d'industrialisation en Italie.
C'est certainement l'exemple le plus intéressant dans ce pays du phénomène des villages d'ouvriers. Il a été tout à fait préservé (en particulier, sa disposition urbaine et son apparence architecturale sont toujours inchangées) et il constitue une des réalisations les plus complètes et originales dans le monde.
Sa fondation est l'œuvre de Cristoforo Benigno Crespi (en), en 1877, durant l'époque des industriels éclairés, propriétaires et philanthropes qui, inspirés de la doctrine sociale de l'Église, ont voulu satisfaire les besoins de leurs ouvriers, en s'occupant de leurs conditions de vie aussi bien à l'intérieur qu'à l'extérieur de l'usine. L'idée était de donner à l'ensemble des ouvriers une maison avec un jardin et un potager et leur fournir tous les services nécessaires à leur vie : une église, une école, un hôpital, un centre culturel, un théâtre, un stade, des bains publics, une caserne de pompiers, un cimetière. Cette expérience de paternalisme s'est effondrée à la fin des années 1920 avec la faillite de ses propriétaires et à la suite de la transformation du paysage industriel survenue au XXe siècle, avec, entre autres, des matériels et une main-d'œuvre étrangère moins chers, des moyens de transport améliorés, de plus hautes aspirations de la classe ouvrière et une productivité augmentée des pays en voie de développement.
Le cimetière de Crespi d'Adda est dominé par la tombe de la famille Crespi, constituée d'une pyramide et située au bout d'une longue allée bordée d'arbres. Les tombes les plus riches sont disposées autour de cet imposant mausolée, tandis que les plus simples, signalées par une croix de pierre, en sont plus éloignées, comme un souvenir concret de la stratification sociale de la communauté qui repose dans ce lieu. Le cimetière est entouré d'un mur circulaire qui renferme en lui toutes les tombes et symbolise ainsi l'embrassade de la famille Crespi à tous les ouvriers du village.
Contrairement à des sites analogues, l'usine a continué à fonctionner jusqu'en 2003 en conservant son domaine d'activité, la production textile.
Le village est aujourd'hui habité majoritairement par les descendants des ouvriers d'origine.

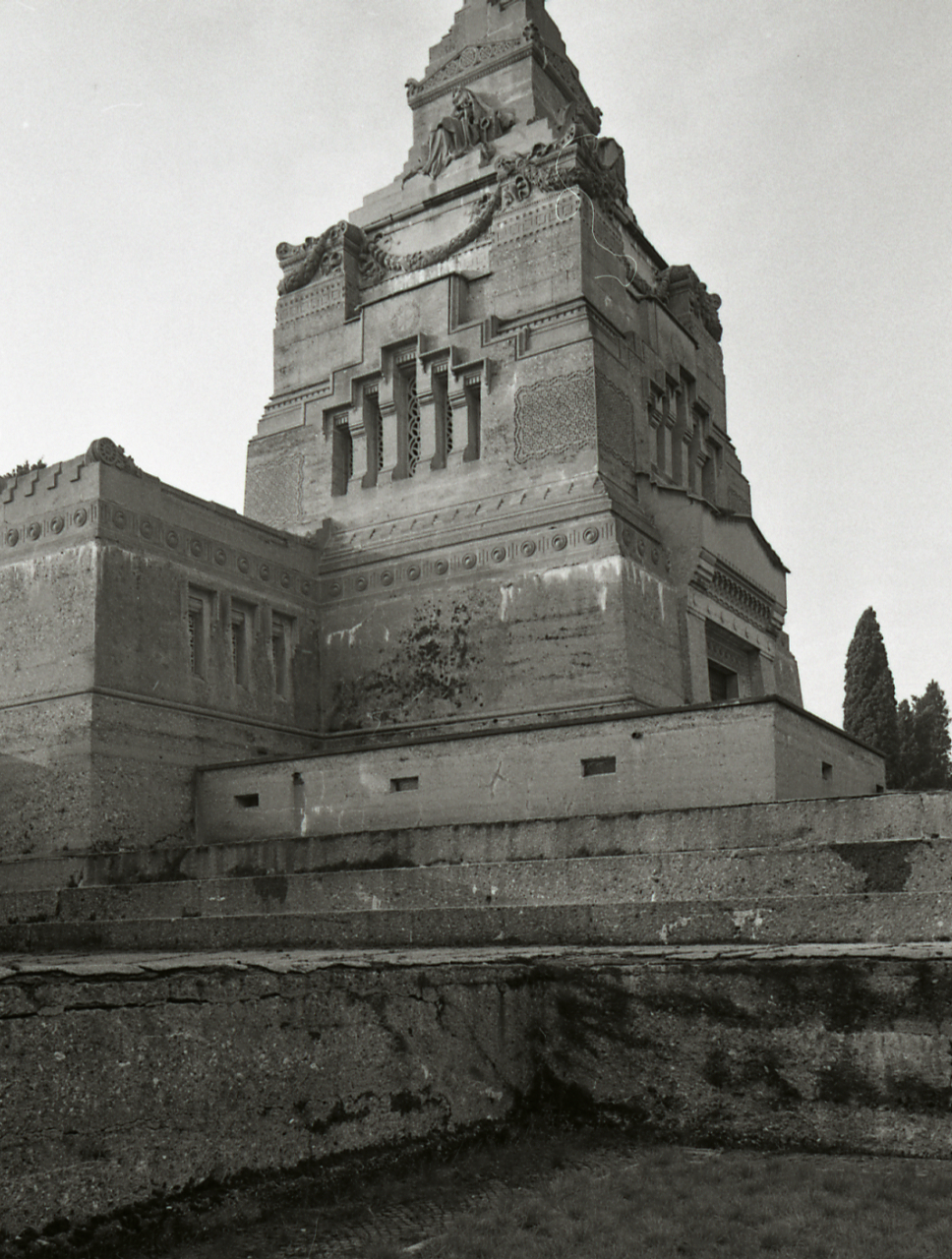
Mausolée de famille Crespi. Photo par Paolo Monti

## Patrimoine de l'UNESCO

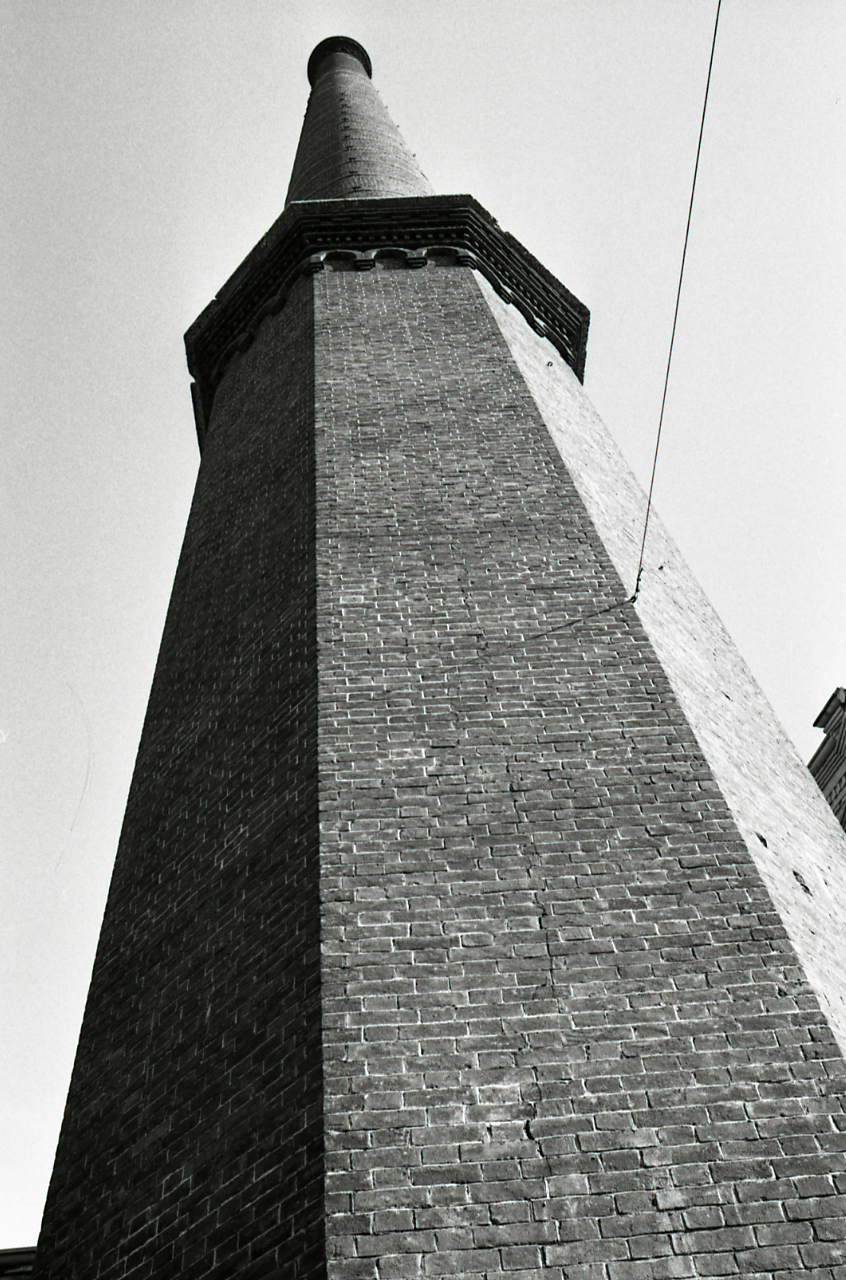
Cheminée de Crespi d'Adda. Photo par Paolo Monti

Au début des années nonante au niveau municipal, il a été proposé un plan qui prévoyait de nouveaux bâtiments dans le village des travailleurs. L'association culturelle locale « Centro Sociale Marx Brothers » (CSFM), soutenu par la branche locale du Legambiente et par différentes personnes conscientes de la valeur du village, a voulu s'opposer à ce projet et a décidé de s'interroger sur l'inclusion de Crespi d'Adda dans la liste des sites du patrimoine mondial.
Il a été créé le Conseil de Crespi, qui a commencé à travailler sur l'information, l'action politique et les médias locaux pour éviter l'application du plan de la ville.
L'opération a été un succès. Elle a convaincu l'administration de ne pas mettre en œuvre les bâtiments prévus dans le village historique et de soutenir la demande d'inscription dans la liste. La préparation du dossier de candidature à soumettre à l'UNESCO a été donnée à deux membres du CSFM : Andrea Biffi et Enzo Galbiati (cf. Belli Guido, Chorus. A programme for balanced and sensitive development of heritage and culture: the case of Crespi d'Adda. Milano: Regione Lombardia, gennaio 1997). À un stade ultérieur de l'enquête, l'UNESCO a demandé une étude sur l'état de l'authenticité du site, confiée à l'expert de l'archéologie industrielle Edo Bricchetti. Il a accompagné la nomination d'un projet culturel pour développer le village des travailleurs et le mémoire mis au point par les communautés CSFM, présenté lors de la conférence internationale organisée pour promouvoir la candidature de Crespi d'Adda, il a assisté Giancarlo Riccio, co-directeur Ambassadeur et diplomate au moment de centre pour le site du patrimoine mondial de Paris (Riccio a joué un rôle dans l'inclusion de Crespi dans la liste).
Le 5 décembre 1995, le « village des travailleurs de Crespi » est devenu une partie de la Liste du patrimoine mondial de l'UNESCO. Il est l'un des exemples les mieux conservés de villages des travailleurs industriels qui existent dans le monde. Contrairement à des sites similaires, l'usine a fonctionné jusqu'en décembre 2003 et les maisons sont encore habitées.

## Site

### Usine

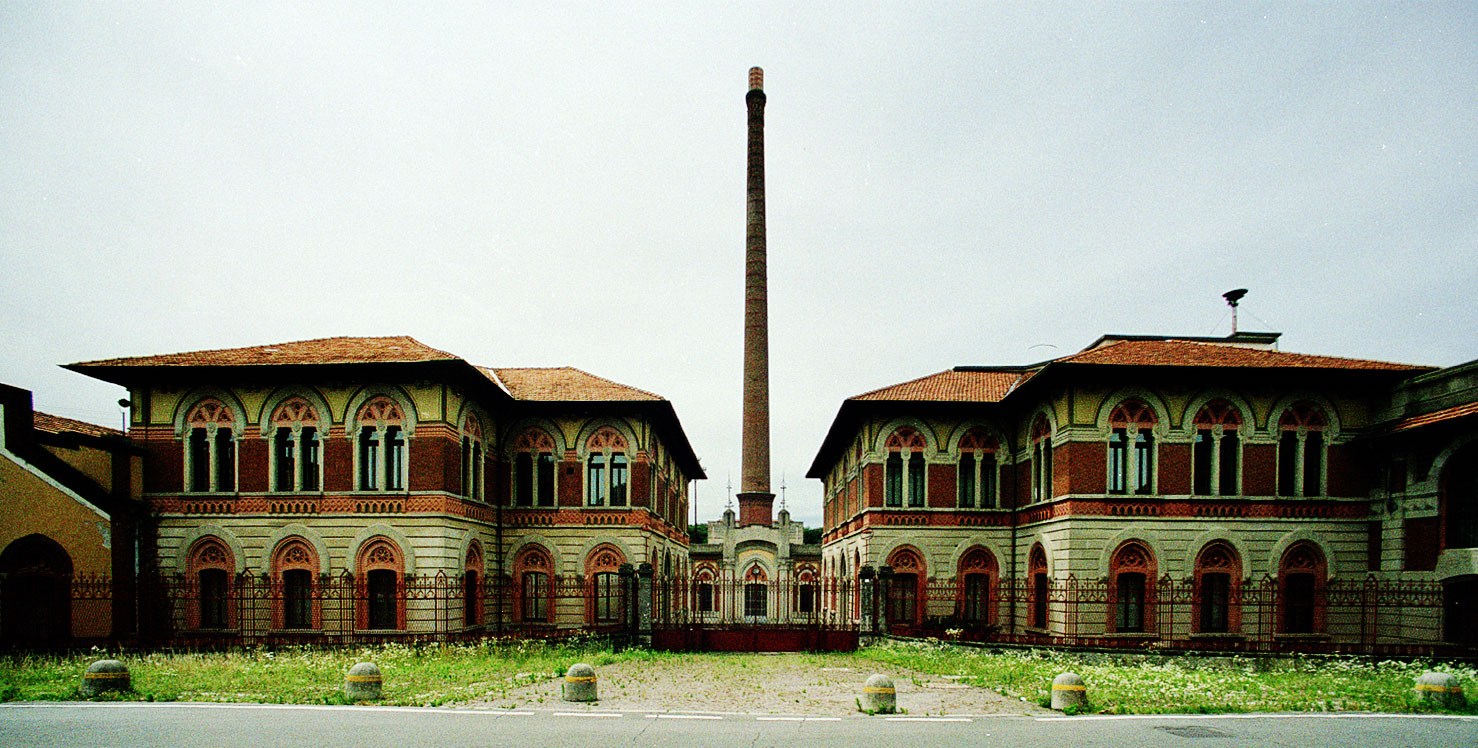
La « porte rouge »

L'usine fut inaugurée en 1878. L'entrée principale de l'usine est située sur l'avenue principale du village, au point où elle croise l'avenue Vittorio Emanuele II, la connexion à la Piazza Vittorio Veneto, où se trouve le bâtiment qui abritait autrefois la Coopérative des consommateurs, centre de la vie sociale du village. L'entrée est caractérisée par ce qu'on appelle « portes rouges » en fer forgé avec des décorations florales réalisées par l'artiste Alessandro Mazzucotelli.
L'usine se compose de quatre organes principaux, correspondant aux différentes étapes de la production qui faisaient au sein de l'entreprise: la filature, les services complémentaires, le tissage et la teinture.
Le 11 octobre 2013 le complexe de l'ancien moulin de coton a été acheté par l'entrepreneur Antonio Percassi avec l'intention de l'utiliser comme siège de ses sociétés.

### La maison principale
La maison principale est le bâtiment visuellement plus riche de Crespi d'Adda: Crespi était la maison que la famille utilisait lors de séjours dans le village. Elle a été construite entre 1893 et 1894 dans le style fin romantique avec les formes prises par les bâtiments médiévaux, de sorte que le bâtiment est souvent connu comme le château. À l'origine la propriété de Crespi, après avoir passé la ville de Capriate San Gervasio et utilisé comme une école, est maintenant propriétaires privés et désaffecté.

### L'école

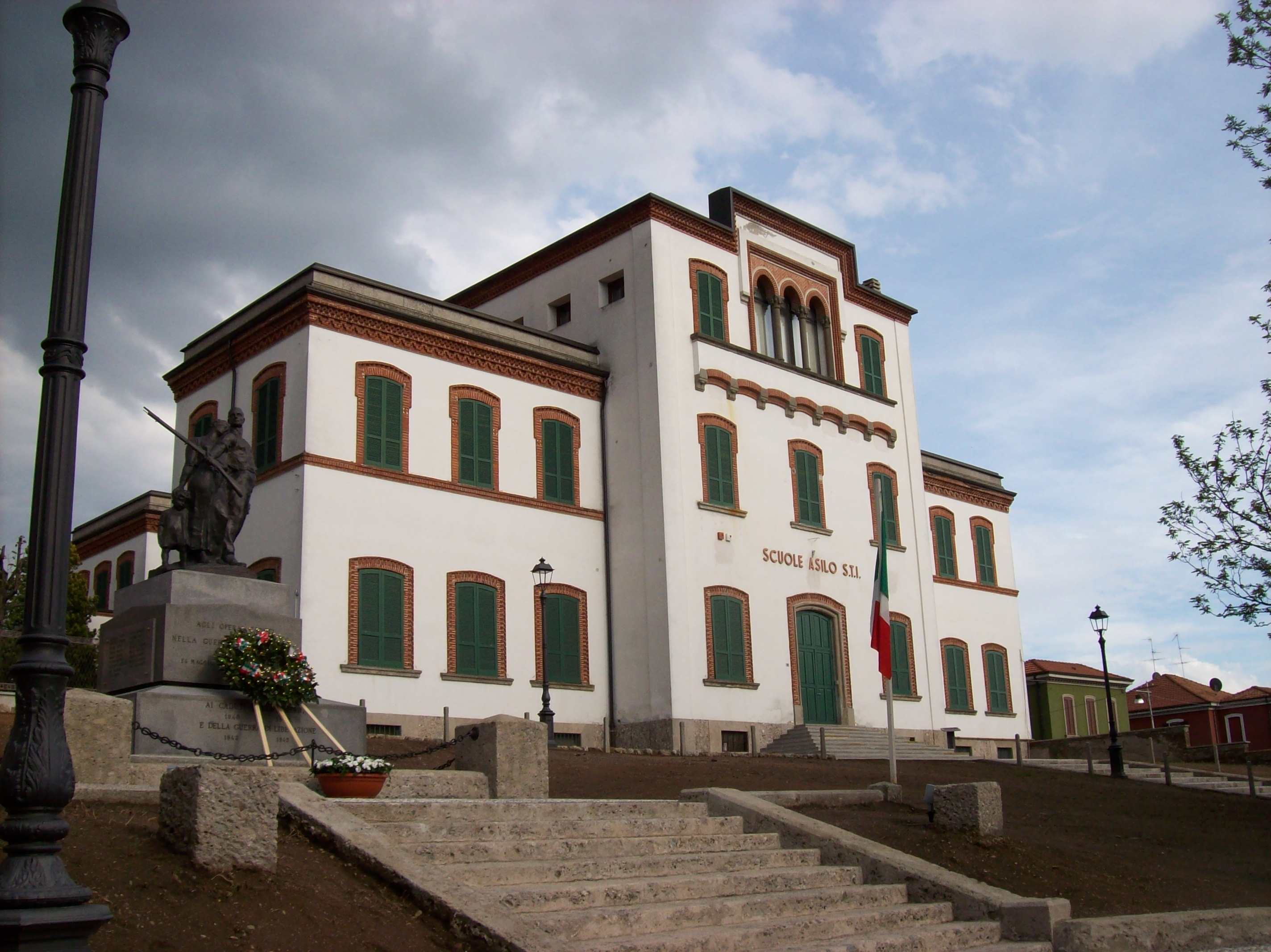
L'ancienne école – Asilo S.T.I.

L'école du village, un bâtiment maintenant connu comme « Ex écoles - maternelle S.T.I. », se compose de deux bâtiments rectangulaires, deux étages, reliés par un bâtiment central de trois étages. Les murs sont en briques mixtes et la maçonnerie souche Adda compteur de plâtre se trouve dans la rivière galets accéder à l'échelle. La première construction du bâtiment remonte à avant 1890, mais en 1892 il a été fait une première opération d'extension et sur le projet de Pirovano Brunati.

### L'hôpital et les toilettes publiques

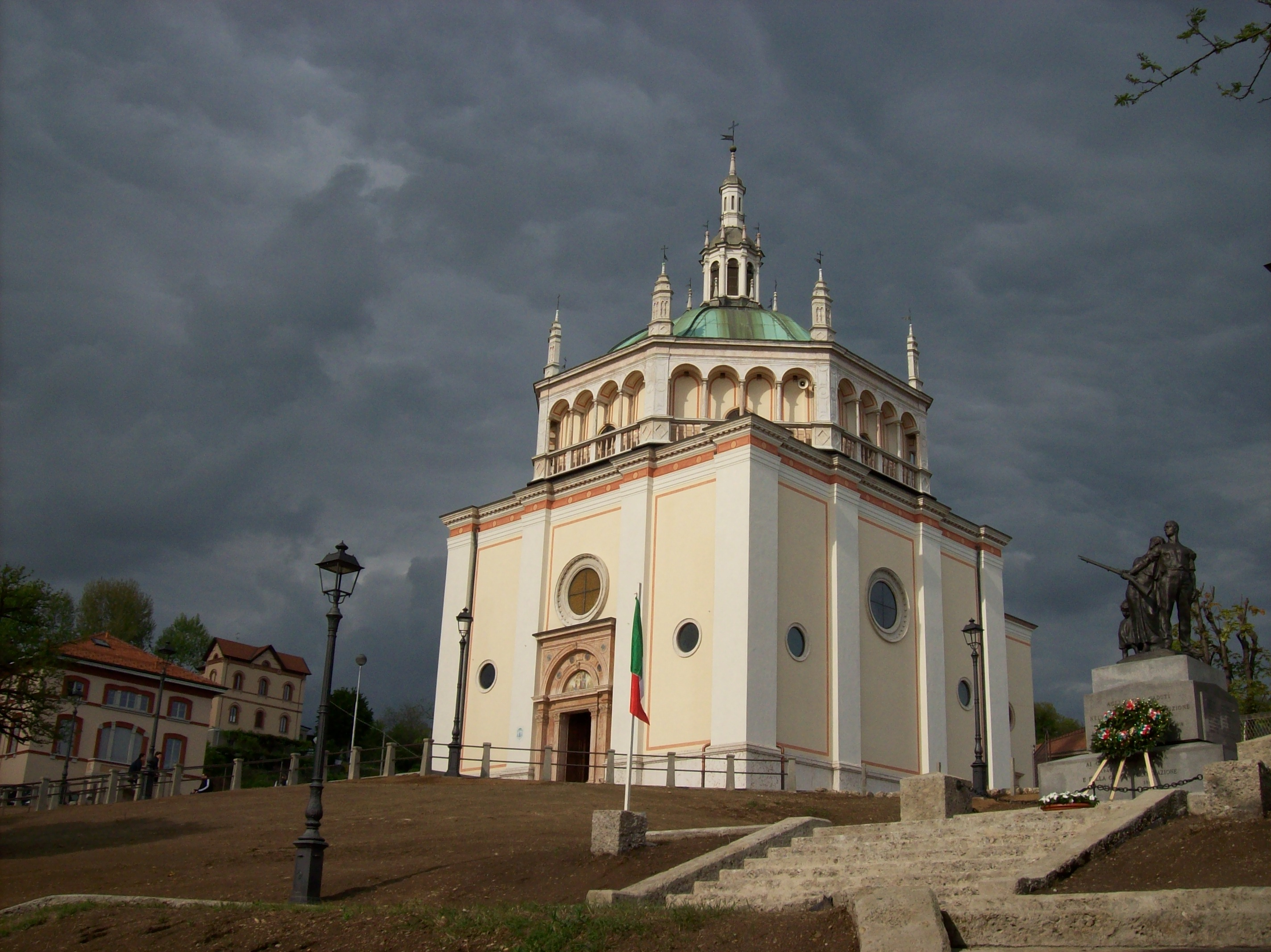
La chiesa

Avec la croissance de Crespi d'Adda, le médecin ne pouvait plus répondre aux besoins de santé du village, surtout après les accidents. En 1904, la famille Crespi avait fait un petit hôpital sur l'avenue principale, à quelques mètres de Opificio afin d'intervenir rapidement en cas d'accident. Le petit établissement était équipé de la dernière technologie médicale et chirurgicale du temps et se vantait d'avoie un département de radiologie  et un hôpital pour les malades qui ne pouvaient pas être soignés dans leur maison. Les soins de santé étaient entièrement payé par la famille Crespi. En cas d'urgences graves, des spécialistes de Milan pouvaient arriver dans le village.
À côté de l'hôpital il y avait un bâtiment d'un étage qui était autrefois des bains publics, utilisés par les villageois jusqu'à ce que les toilettes reliées à des maisons individuelles ont été introduites. L'intérieur du bâtiment a été dominé par un grand réservoir qui a résolu les besoins de loisirs et de travailleurs de nettoyage.

### L'église
L'église, dédiée au Saint Nom de Marie, a été construite entre 1891 et 1893 sous la direction de l'ingénieur Pietro Brunati. Cristoforo Benigno Crespi voulait que l'église du village soit une copie fidèle du sanctuaire de Santa Maria di Piazza di Busto Arsizio, sa ville natale. Par rapport à l'église « d'origine » il n'y a que quelques différences, comme la souche boiserie supérieure de 70 cm Adda et l'escalier en pierre en face du portail d'entrée.

### Le cimetière

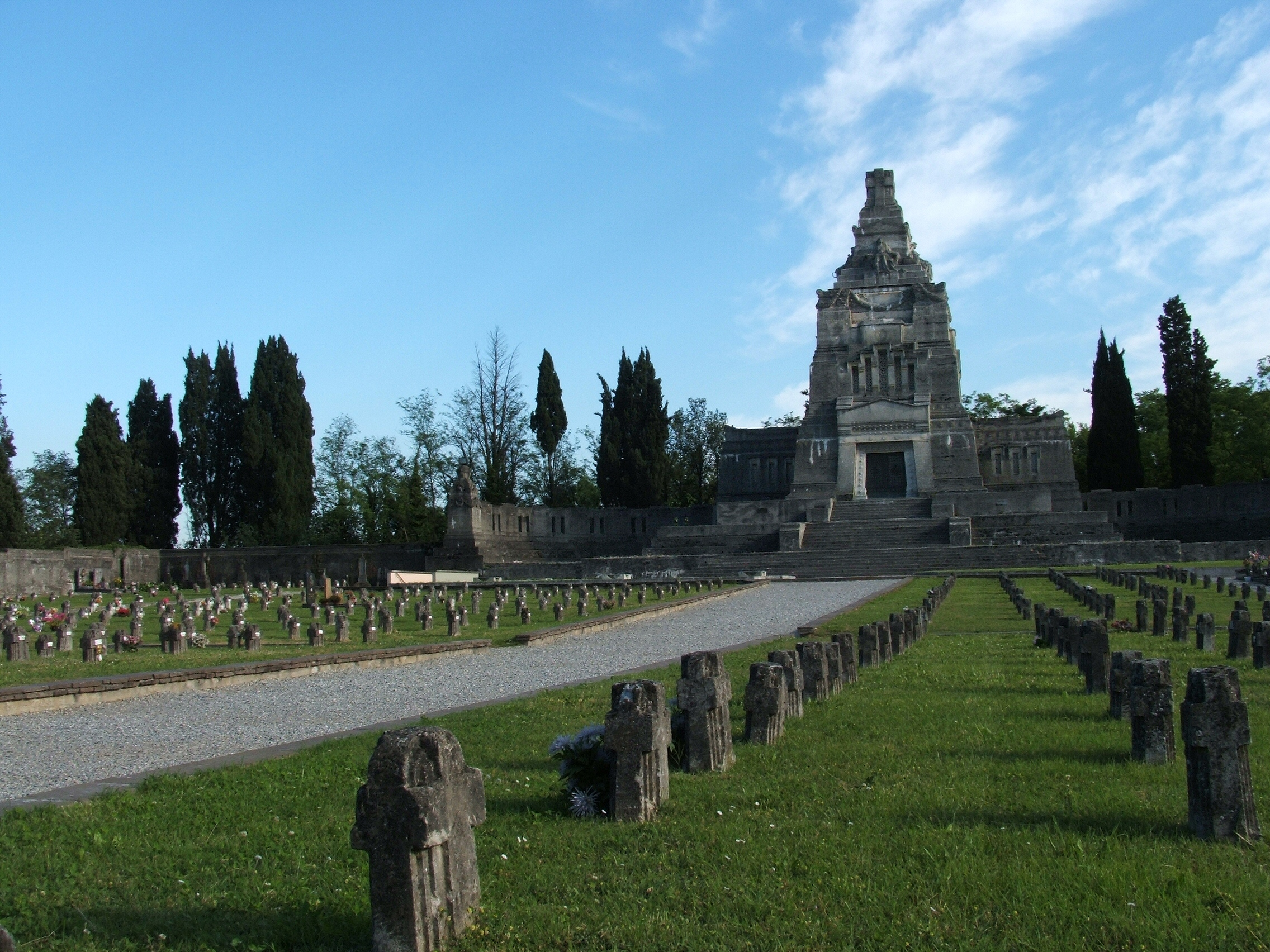
Le cimetière et le mausolée Crespi

Le cimetière de Crespi d'Adda, situé au sud du village, à la fin de l'avenue principale, a été construite entre 1905 et 1908 par Gaetano Moretti conception, qui a remporté un concours public voulu par Silvio Benigno Crespi et interdit par l'Académie des beaux-arts de Brera.
Le cimetière a une forme carrée: l'installation d'entrée est situé dans le nord, tandis que de l'autre côté se trouve le mausolée de la famille Crespi construit dans le bloc de béton rustique et décoratif, le goût éclectique et exotique. Les tombes des travailleurs et de leurs familles ont de simples croix de pierre dans les fichiers une fois soignées et délimités par des haies de myrte. Certaines tombes avec un appareil décoratif plus riche situées le long des parois latérales du cimetière, pouvaient être choisies par les travailleurs, à leurs propres frais, comme une alternative au modèle standard réalisé et payé par la Société.
Au cours des dernières décennies, le cimetière a perdu de sa rigueur d'origine: tombes récentes et monuments ont été remplacés ou ajoutés aux enterrements d'origine. Le cimetière est encore en usage aujourd'hui, cher à la communauté locale.

### Le club des hommes de travail et coopérative de consommation

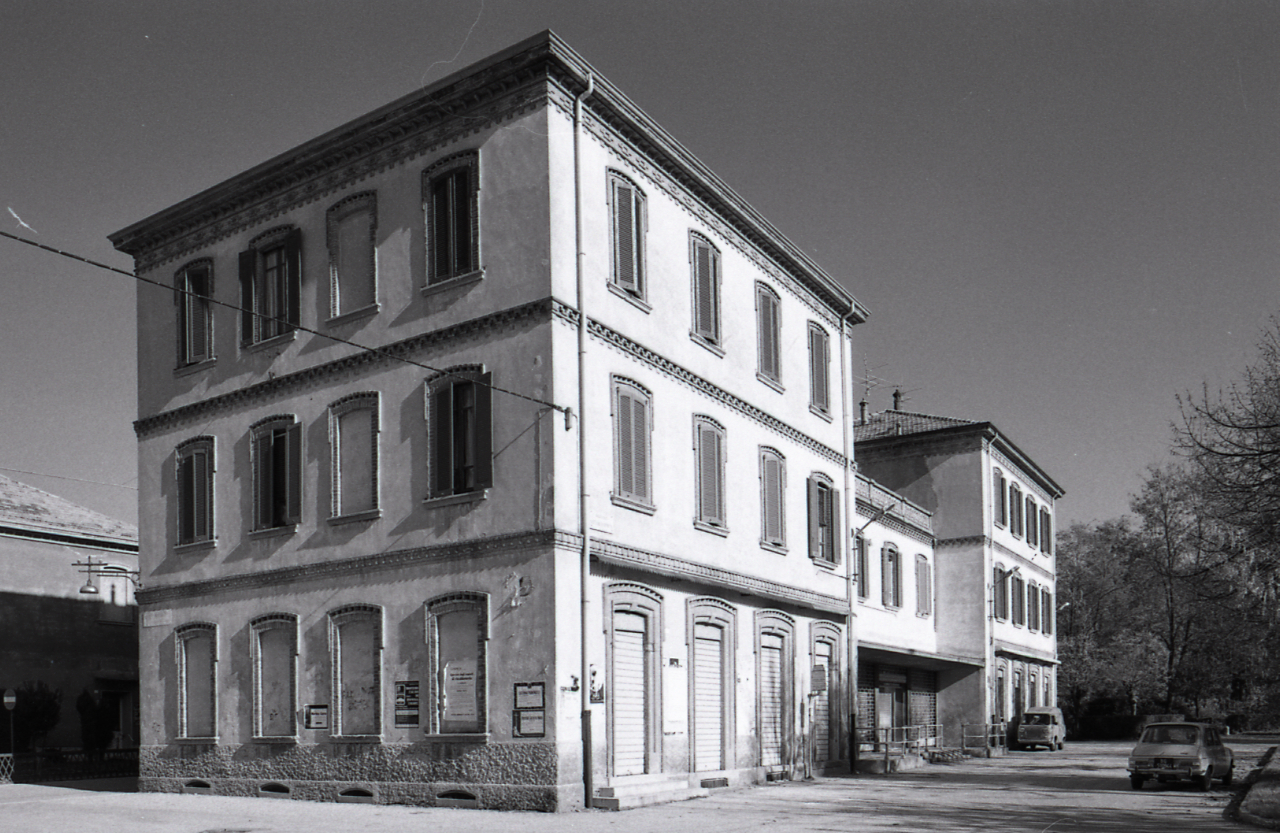
Le club des hommes travaillant dans une image de Paolo Monti de 1979

### Les maisons du médecin et le prêtre
Les deux bâtiments ont été certainement conçus par Ernesto Pirovano et sont situés sur la côte en bordure du village au nord-est. Développé sur deux étages plus le plancher du grenier, en ce qui concerne les maisons des travailleurs ont beaucoup plus grandes et ont plus d'éléments décoratifs avec des frises, des corniches et des moulures en partie retirée à l'époque fasciste. À l'origine les deux bâtiments étaient parfaitement identiques, mais plus tard, la maison du médecin a été élargi avec les espaces consacrés aux visites.

### Les palais
Les trois bâtiments sont palazzotti réalisés entre 1878 et 1892 à l'entrée du village des travailleurs, sur le côté opposé de la route à celle de l'hôtel et le Dopolavoro; Ils avaient été construits pour l'hébergement des premiers travailleurs Opificio. Ils se composent d'un sous-sol utilisé comme cave et trois étages hors-sol surmonté d'un plancher. À l'origine, tous les palais pouvait trouver un logement pour un maximum de vingt familles. Chaque appartement composé d'une chambre individuelle accessible depuis un couloir commun reliant, la fin dont ils étaient les installations et une cuisine commune. Pour connecter les plans est une cage d'escalier central.
Les trois bâtiments sont conglomérat Adda brique mixte et liés au mortier de chaux. Les façades sont plâtrés et ont une base en imitation pierre de taille en plâtre et un couronnement décoratif cuit. Il y a cinq rangées de fenêtres avec moulures en terre cuite sur les côtés longs, alors que sur le court sont trois fichiers. Les cadres, que partiellement conservés aujourd'hui, sont en bois avec une épaisseur de verre simple de 4 mm.
Les tuiles de Marseille il y a douze dormers.

### Les maisons des travailleurs

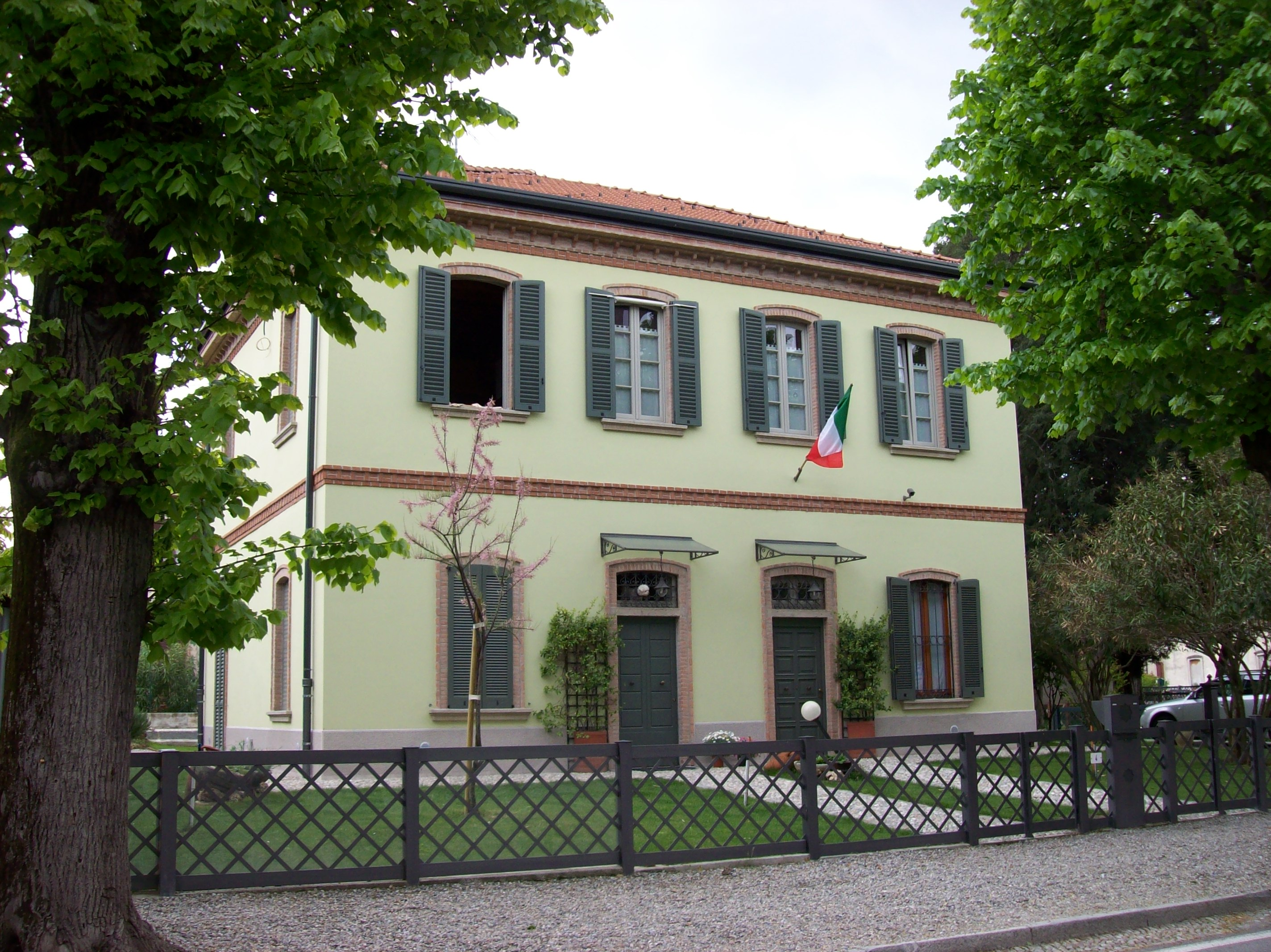
Une maison de famille travaillant

Les maisons construites pour les ouvriers qui travaillaient dans le village sont le type répandu de la construction dans Crespi d'Adda. Au début des années 1880, Silvio Crespi voulait quitter le petit modèle vivant appartement des palais, ce qui favorise la construction de maisons indépendantes qui permettraient de meilleures conditions de logement et un contrôle accru des employés.
Tous les logements sont situés à l'intérieur des lots rectangulaires reliés pour former de petits blocs délimités par le réseau routier. À l'origine, l'espace autour de ces bâtiments était destiné à accueillir un jardin potager, utile, selon la vision de Crespi, pour permettre aux travailleurs de passer plus de temps à l'extérieur et pour leur permettre une plus grande indépendance économique. En même temps, il a également été utilisé pour passer leur temps libre, de façon à limiter le risque d'entrepreneur de comportement indésirable.
Les maisons de village pourraient accueillir un, deux ou trois familles, souvent liées par la parenté, mais tous sont sur deux étages, tandis que d'autres sont également équipées d'une cave.

### Les maisons des commis et contremaîtres

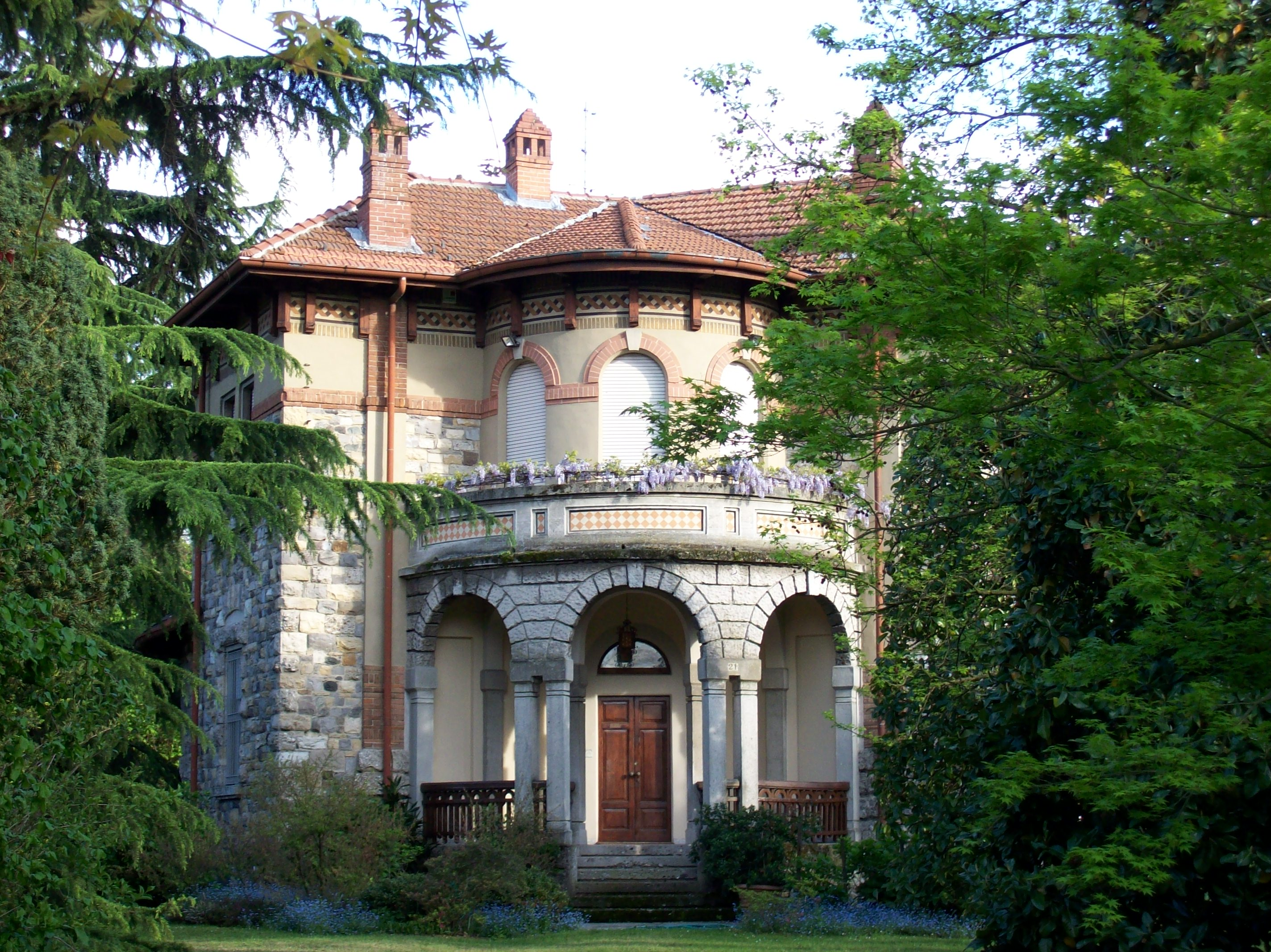
L'une des maisons pour les cadres

Les villas pour les commis et Opificio contremaîtres ont été construits à la fin 1920. Du point de planimétrie vue sont un peu plus complexes que les maisons ouvrières, avec des fenêtres rectangulaires avec architrave à la place abaissé arc et des éléments en saillie par rapport au périmètre du bâtiment, couvert de petites terrasses. Ils ont d'autres éléments décoratifs tels que des étagères et des pilastres en bois et des motifs géométriques juste au-dessous du couvercle.

### Les maisons pour les cadres
Les maisons pour les dirigeants sont plus complexes après la maison principale. Ils sont situés dans la région sud-est du village et ont probablement été conçus par Ernesto Pirovano. Ils sont tous différents les uns des autres et ont des plantes asymétriques différentes et éléments saillants, vérandas et balcons. Ils sont caractérisés par des éléments de décoration en bois, en pierre, en terre cuite, céramique polychrome et béton décoratif. Dans ces maisons sont salons, des études et de la représentation locale et en forme dans de vastes jardins.

### Autres bâtiments

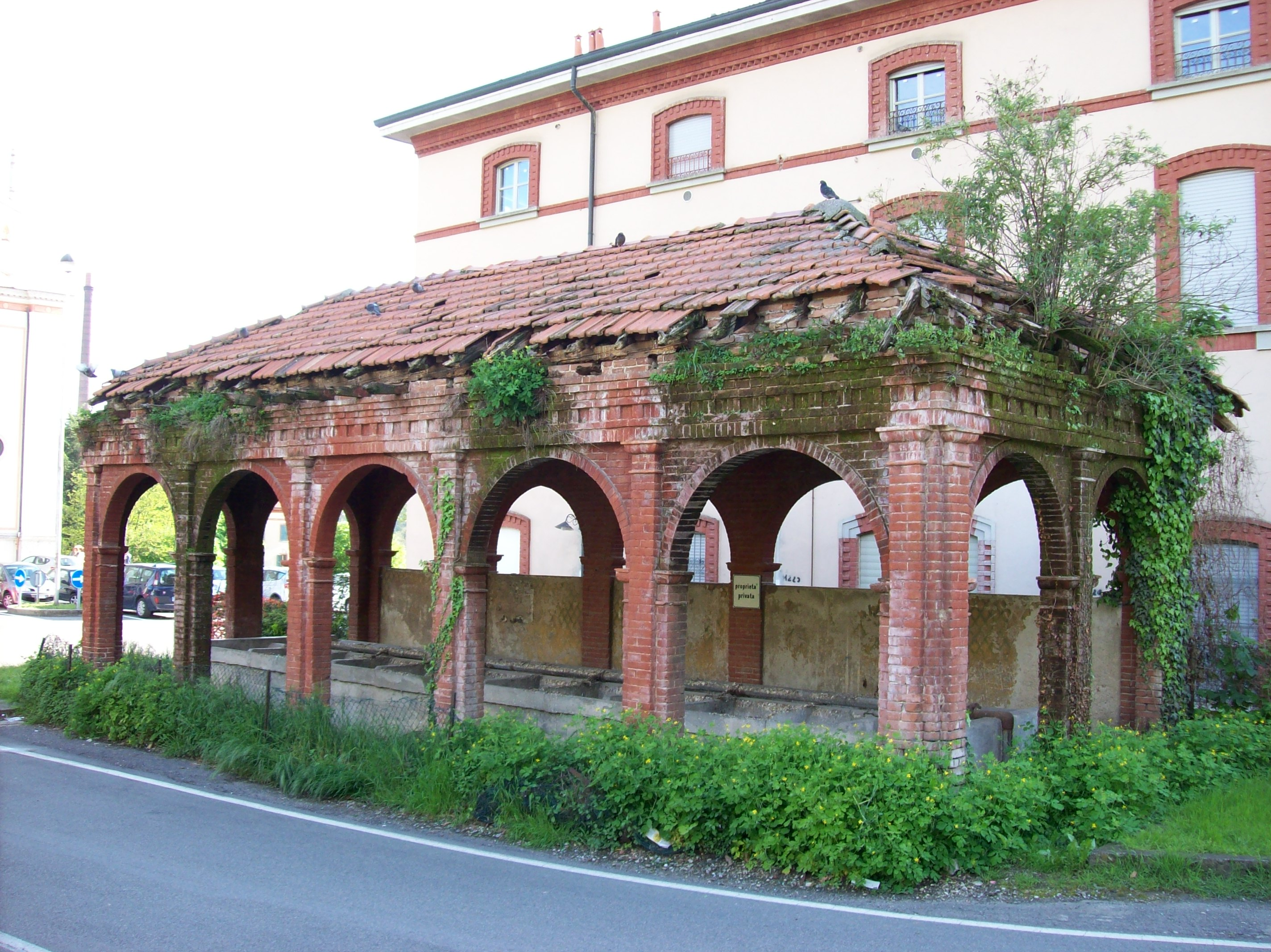
Le lavage en 2012

Outre les bâtiments déjà décrits, dans Crespi d'Adda sont d'autres bâtiments résidentiels. Ceux-ci comprennent la Grande Ferme, située au sud-est du village près des maisons des dirigeants. Achevé en 1921, il était une petite résidence d'appartements. Ils étaient également présents douze cabanes en bois, situées au nord-est du village au début des années 1920 pour accueillir les vétérans de la guerre d'Abyssinie. Ces bâtiments étaient autrefois utilisés dans les magasins et les entrepôts pour les outils agricoles, ne pas être adaptée aux besoins de logement. Aujourd'hui, il y a sept, dont certains ont subi des rénovations pour restaurer son usage résidentiel.
Un autre bâtiment dans ce village est le Lavoir, maintenant dans des conditions de stockage très pauvres: il a été utilisé par lavandières pour laver les vêtements à proximité d'une habitation sans avoir à aller à la rivière avec des paniers pleins de vêtements.

### Le terrain de sport
Dans le nord-est du village, il était le soi-disant « piste », ou le vélodrome qui est devenu le symbole du centre sportif moderne de Crespi d'Adda. Ce fut un anneau en béton dans lequel se trouve un terrain de football. Cette piste a été utilisée pour les courses de vitesse à vélo et à plusieurs reprises, il exerçait la fonction d'arrivée pour les compétitions en ligne comme le Tour de Bergamasca.

### Infrastructures et transports
Entre 1890 et 1958 Crespi d'Adda a été servi par la station terminale est une branche courte du tramway Capriate San Gervasio Monza-Trezzo-Bergame.

## Sources et références
- (en) Cet article est partiellement ou en totalité issu de l’article de Wikipédia en anglais intitulé « Crespi d'Adda » (voir la liste des auteurs).

- (it) Cet article est partiellement ou en totalité issu de l’article de Wikipédia en italien intitulé « Crespi d'Adda » (voir la liste des auteurs).

1. ↑  « Gasparoli, Ronchi »
2. ↑  Percassi acquista e recupera il villaggio operaio di Crespi d'Adda, patrimonio dell'Unesco
3. ↑  « Gasparoli, Ronchi »
4. ↑  « Gasparoli, Ronchi »
5. ↑  « Ospedale », sur crespidadda.it, Associazione Crespi d'Adda (consulté le 1er août 2016)
6. ↑  « Bagni pubblici », sur crespidadda.it, Associazione Crespi d'Adda (consulté le 1er août 2016)
7. ↑  « Gasparoli, Ronchi »
8. ↑  « Gasparoli, Ronchi »
9. 1 2  « Gasparoli, Ronchi »
10. ↑  « Gasparoli, Ronchi »
11. ↑  « Gasparoli, Ronchi »
12. ↑  « Gasparoli, Ronchi »
13. ↑  « Gasparoli, Ronchi »
14. ↑  « Gasparoli, Ronchi »
15. ↑  « I luoghi principali », sur villaggiocrespi.it, Crespi Cultura (consulté le 1er août 2016)
16. ↑  « Campo Sportivo », sur crespidadda.it, Associazione Crespi d'Adda (consulté le 1er août 2016)
17. ↑  (it) Paolo Zanin, « Monza e i suoi tram. Storia dei collegamenti tranviari da Monza a Milano e alla Brianza », Phasar, Firenze,‎ 2009  (ISBN 978-88-6358-028-0).